# 타마나마
《타마나마》(일본어: たま◇なま)는 후유키 시노부가 지은 일본의 라이트 노벨이다. 삽화는 사카나가 담당
제 1회 노벨 재팬 대상 (호비 재팬 주관) 수상 작품. HJ문고를 통해 총 7권까지 발행되어 있다.